# Piero Polano
Piero Polano (* 10. September 1904 in Turin; † 24. März 1991) war ein italienischer Radrennfahrer.

## Sportliche Laufbahn
Polano war im Straßenradsport aktiv. 1926 wurde er bei den Straßenradsport-Weltmeisterschaften in Mailand Dritter hinter dem Sieger Octave Dayen aus Frankreich. Die Straßenradsport-Weltmeisterschaften wurden bis 1926 nur für Amateure ausgetragen. 1927 wurde er Berufsfahrer. Bei Mailand–Turin 1931 wurde er hinter Giuseppe Graglia Zweiter.